# Limnophora daduhea
Limnophora daduhea är en tvåvingeart som beskrevs av Feng 2001. Limnophora daduhea ingår i släktet Limnophora och familjen husflugor.
Artens utbredningsområde är Sichuan (Kina). Inga underarter finns listade i Catalogue of Life.